# Jerazank Jerevan FC
Jerazank Jerevan Football Club (arménsky: Ֆուտբոլային Ակումբ „Երազանք“ Երևան) byl arménský fotbalový klub sídlící ve městě Jerevan. Klub byl založen původně ve Stěpanakertu jako Jerazank Stěpanakert, ale kvůli krizi v Náhorním Karabachu se klub musel přestěhovat Jerevanu. V arménských soutěžích klub hrál v letech 1993 až 1995, poté ještě v roce 2003.

## Historické názvy
Zdroj:
- 1990 – Jerazank Stěpanakert FC (Jerazank Stěpanakert Football Club)
- 1991 – zánik (viz První válka o Náhorní Karabach)
- 1993 – obnovena činnost pod názvem Jerazank Jerevan FC (Jerazank Jerevan Football Club)

## Umístění v jednotlivých sezonách
Zdroj:
Legenda: Z – zápasy, V – výhry, R – remízy, P – porážky, VG – vstřelené góly, OG – obdržené góly, +/− – rozdíl skóre, B – body, červené podbarvení – sestup, zelené podbarvení – postup, fialové podbarvení – reorganizace, změna skupiny či soutěže
| Sovětský svaz (1990–1991)                                        |                               |        |    |    |   |    |    |    |     |    |        |
| Sezóny                                                           | Liga                          | Úroveň | Z  | V  | R | P  | VG | OG | +/− | B  | Pozice |
| 1990                                                             | Vtoraja nizšaja liga - 2 zona | 4      | 18 | 8  | 5 | 5  | 37 | 23 | +14 | 21 | 16.    |
| 1991                                                             | Vtoraja nizšaja liga - 2 zona | 4      | 38 | 17 | 4 | 17 | 67 | 67 | 0   | 38 | 8.     |
| Arménie (1992–2003)                                              |                               |        |    |    |   |    |    |    |     |    |        |
| Sezóny                                                           | Liga                          | Úroveň | Z  | V  | R | P  | VG | OG | +/− | B  | Pozice |
| Klub byl v sezóně 1992 neaktivní kvůli válce o Náhorní Karabach. |                               |        |    |    |   |    |    |    |     |    |        |
| 1993                                                             | Bardsragujn chumb             | 1      | 28 | 11 | 3 | 14 | 44 | 55 | −11 | 25 | 8.     |
| 1994                                                             | Bardsragujn chumb             | 1      | 28 | 9  | 5 | 14 | 29 | 50 | −21 | 23 | 9.     |
| Klub byl v letech 1995 až 2002 neaktivní.                        |                               |        |    |    |   |    |    |    |     |    |        |
| 2003                                                             | Aradżin chumb                 | 2      | 12 | 2  | 2 | 8  | 8  | 21 | −13 | 8  | 4.     |